# Saab
La Saab AB, acronimo di Svenska Aeroplan AktieBolaget (Aeroplani Svedesi Società per Azioni), è un gruppo industriale svedese fondato nel 1937 a Trollhättan. Saab Automobile AB era originariamente una divisione del gruppo, ma è stata acquistata dalla General Motors nel 2000.

## Storia
L'azienda è stata fondata nel 1937 a Trollhättan con il nome di Svenska Aeroplan AB (Aktiebolag) (SAAB) ossia "Aeroplani Svedesi S.p.A." in seguito alla fusione tra Svenska Aero e ASJA. Il quartier generale è stato stabilito a Linköping. Nel 1950 sono cambiati i caratteri del nome "SAAB" che è diventato "Saab".
Originariamente specializzata nella produzione di aeroplani, l'azienda ha cercato negli anni quaranta di ampliare il suo ramo d'affari. Nel 1949 è entrata in commercio la Saab 92, un'automobile basata sul prototipo UrSaab.
In seguito è iniziata la produzione del DataSaab, un computer progettato per essere montato sugli aerei come sistema di navigazione. Negli anni sono stati prodotti diversi modelli di computer destinati esclusivamente al mercato europeo. Nel 1975 la divisione è stata acquistata dalla Sperry UNIVAC.
Nel 1965 l'azienda ha cambiato il proprio nome in Saab AB. Nel 1968 Saab si è fusa con Scania-Vabis, azienda produttrice di autocarri, divenendo Saab-Scania AB.
Nel 1990 l'azienda è stata acquistata dal fondo di investimenti Investor AB che ha riorganizzato l'azienda in modo divisionale. La divisione aerospaziale denominata Saab AB, la divisione automobilistica e la divisione veicoli industriali denominate Saab Automobile AB. Nello stesso anno Investor ha ceduto il 50% delle quote della divisione automobilistica alla General Motors (gruppo automobilistico statunitense).
Nel 1995 Saab ha stretto un accordo con la British Aerospace per il commercio internazionale del Gripen. L'accordo con la British Aerospace (diventata nel frattempo BAE Systems) è stato prolungato nel 2001. Sempre nel 1995, la divisione veicoli industriali Scania AB venne scorporata da Saab Automobile AB.
Nel 2000 Investor AB ha ceduto il rimanente 50% delle quote della divisione automobili alla General Motors.
Dal 1998 al 2005 l'azionista principale di Saab è stata BAE Systems che ha acquistato il 35% delle quote dell'azienda da Investor. Nel gennaio 2005 ha ridotto la sua partecipazione in Saab con solo il 20% delle quote; Investor ha mantenuto un altro 20% delle quote.
Nel 2005 Saab ha partecipato alla progettazione del Dassault nEUROn.
Nel 2010 l'azienda ha attuato una ristrutturazione interna, da quindici divisioni si è passati a cinque divisioni: aeronautica, dinamica, sistemi elettronici di difesa, sicurezza e soluzioni di difesa, supporto e servizi.
Nel marzo 2010 BAE Systems ha ceduto metà delle sue quote a Investor che è tornato ad essere l'azionista principale di Saab. Nel giugno 2011 BAE Systems ha ceduto le quote rimanenti terminando dopo 16 anni la collaborazione con Saab.
Attualmente l'azionista principale di Saab è Investor che detiene il 30% delle quote.

## Velivoli

### Civili

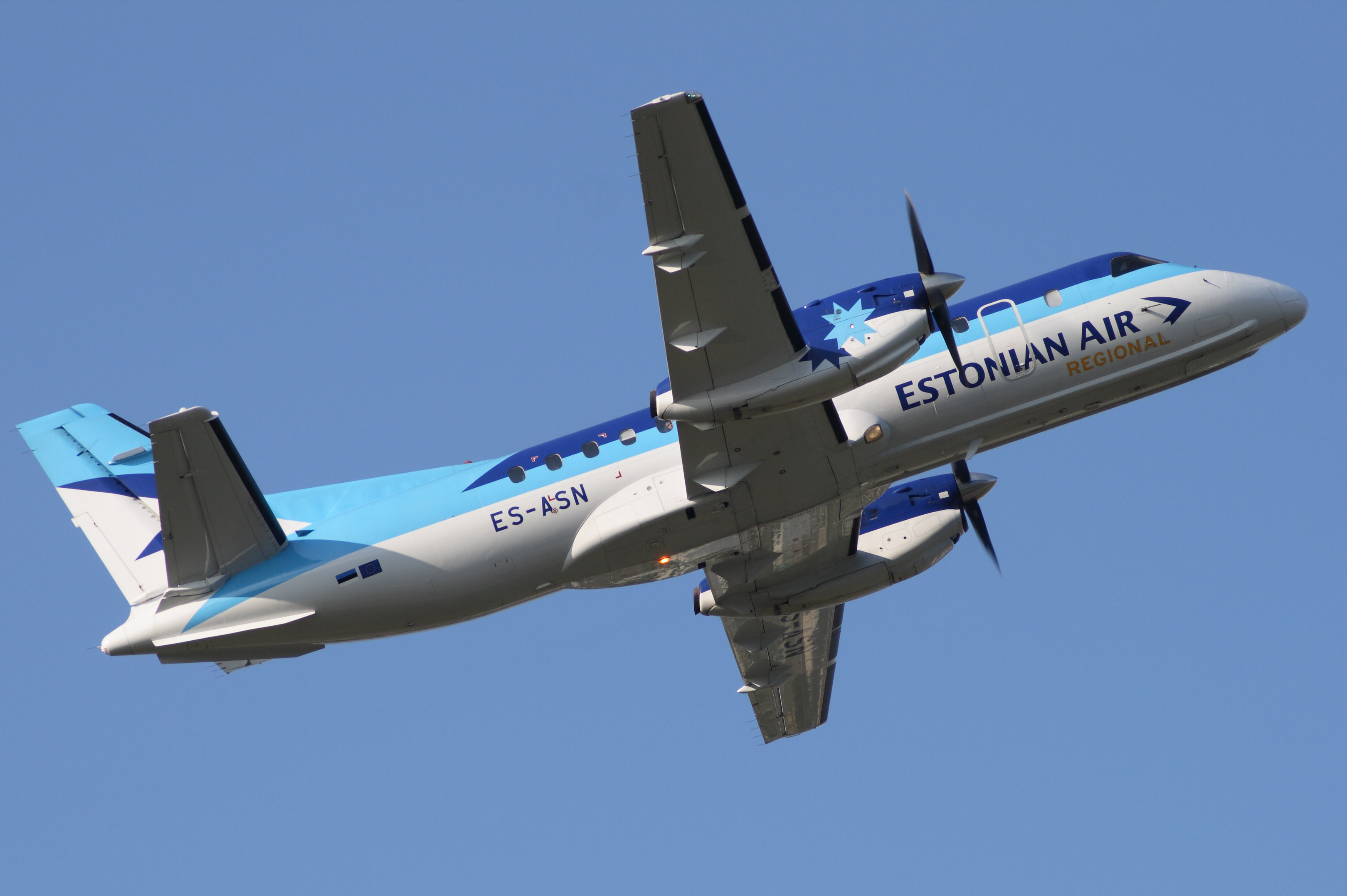
Un Saab 340 del 2000 della compagnia aerea Estone Estonian Air

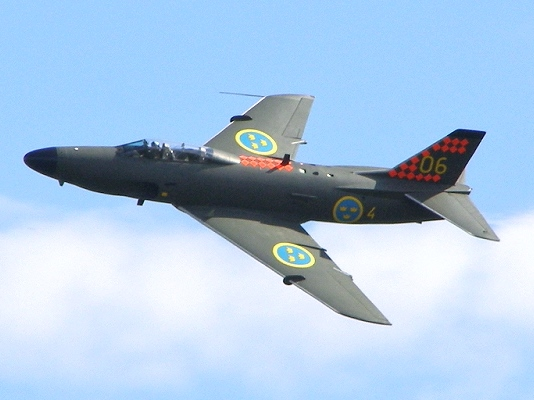
Velivolo militare Saab 32 Lansen

- Saab 90 Scandia
- Saab MFI-15/17
- Saab 340
- Saab 2000

### Militari
- Saab 17
- Saab 18
- Saab 21
- Saab 21R
- Saab 210
- Saab 29 Tunnan
- Saab 32 Lansen
- Saab 35 Draken
- Saab 37 Viggen
- Saab 39 Gripen
- Saab 340 AEW&C
- Neuron (con la Dassault Aviation)
- T-7 (con la Boeing)